# Institutul Național de Cercetare-Dezvoltare pentru Fizică și Inginerie Nucleară „Horia Hulubei”
Institutul Național de Cercetare Dezvoltare pentru Fizică și Inginerie Nucleară „Horia Hulubei” (IFIN-HH) este un institut de cercetare din România, cu sediul la Măgurele in cadrul caruia se efectueaza cercetari stiintifice de fizica atomica si nucleara precum si aplicatii ale acestora. În 2019, în cadrul institutului lucrau 352 de cercetători.

## Istoric
La 1 septembrie 1949, a fost înființat Institutul de Fizică al Academiei Române sub conducerea fizicianului Horia Hulubei.
În 1956, Institutul de Fizică al Academiei Române a fost împărțit în Institutul de Fizică Atomică (IFA) și Institutul de Fizică București (IFB).
În cadrul IFA au fost construite mai multe laboratoare de cercetare cu aparatura stiintifica avansata. In 1956 au fost inaugurate un reactor nuclear experimental si un ciclotron. În 1973 a fost dat în funcțiune un accelerator de ioni de tip Tandem.
În anul 1973 a fost înființat Institutul Central de Fizică (ICEFIZ), instituție-umbrelă care încorpora IFA, IFB și toate celelalte entități din țară care se ocupau de cercetări în fizică.
În anul 1977, IFA și IFB au fuzionat, rezultând Institutul de Fizică și Inginerie Nucleară „Horia Hulubei”.
În anul 1990, ICEFIZ a fost înlocuit de un IFA extins, care pe lângă IFIN, mai conținea toate celelalte institute din Măgurele: IFTM, IFTAR, IGSS, IOEL, CFPS.
În anul 1996, IFIN fost acreditat separat ca institut național de cercetare.

## Centrul Integrat de Tehnologii Avansate cu Laseri
Centrul Integrat de Tehnologii Avansate cu Laseri (CETAL) a fost inaugurat pe 21 octombrie 2014.